# María Portilla Crespo
María Portilla Crespo, également appelée María de los Desamparados Portilla Crespo ou Amparo Portilla Crespo de Romero, née le 29 mai 1925 à Valence en Espagne, morte le 10 mai 1996, est une laïque catholique espagnole, constamment dévouée aux plus pauvres, aux malades, aux marginaux et aux exclus.
Le pape François la reconnaît vénérable le 24 avril 2021. Elle est fêtée le 10 mai.

## Biographie
María de los Desamparados Portilla Crespo naît le 29 mai 1925 à Valence en Espagne,. Elle est issue d'une famille chrétienne pratiquante. Elle a douze ans quand son père est tué au cours de la guerre civile espagnole.
Elle obtient en 1946 le diplôme d'enseignante et de garde d'enfants. Elle est également catéchiste dans la paroisse de Santa Cruz. L'année suivante, elle rencontre Federico Romero Pérez, qu'elle épouse à Valence le 29 novembre 1950. Ils ont onze enfants.
Elle se dévoue particulièrement auprès des plus pauvres, des malades, des sans-abri, et de ceux qui ont perdu la foi.
Son mari étant muté, elle déménage avec lui et la famille à Madrid. Ils s'engagent tous les deux dans l'« Œuvre apostolique familiale » qui devient le « Mouvement de la famille chrétienne », et sont appelés à prendre des responsabilités au comité central de ce mouvement.
Malade d'un cancer du poumon à partir de 1994, elle suscite l'admiration par son exemple de foi et d'effort. Elle continue à se soucier des autres malgré son état. 
Elle meurt à Madrid le 10 mai 1996. Son est inhumé dans la crypte de l'Almudena à Madrid.

## Procédure en béatification
La procédure pour l'éventuelle béatification de María Portilla Crespo est ouverte au plan diocésain, puis transmise à Rome auprès de la Congrégation pour les causes des saints. 
Le pape François approuve le 24 avril 2021 la reconnaissance de l'héroïcité de ses vertus et la reconnaît ainsi vénérable,.
Sa fête est fixée au 10 mai.